# Groupe numismatique de Provence
Fondata nel 1975 da numismatici di Draguignan con l'idea di riunire in un'unica organizzazione gli appassionati di monete e banconote della regione Provence-Alpes-Côte d'Azur, il Groupe numismatique de Provence (G.N.P.) è  diventato nel 1984 una federazione di associazioni numismatiche.

## Scopi
Il G.N.P. ha per obiettivo creare collegamenti tra numismatici e appassionati della regione Provence-Alpes Méridionales-Côte d'Azur, di permettere a tutti di mettere le loro conoscenze in comune, di facilitare gli scambi, di attivare l'interesse del pubblico e dei media, di metterli in guardia contro le speculazioni o i falsi, di difendere la qualità della pratica numismatica, di organizzare conferenze, d'incoraggiare i lavori di ricerca, di pubblicare bollettini, studi, articoli e consigliare i giovani collezionisti.
Il G.N.P. favorisce i contatti tra i club che lo compongono e coordina le date delle borse numismatiche locali.

## Associazioni aderenti
La prima federazione del Sud-Est francese, il Groupe numismatique de Provence riunisce 11 club numismatici delle regioni Provence-Alpes-Côte d'Azur e Rhône-Alpes raggruppando 212 aderenti. 
- le Groupe Numismatique Aixois
- le Club Numismatique Arlésien
- l'Association des Cartophiles, Numismates, et Collectionneurs du Comtat
- le Groupe Numismatique Dracénois
- le Cercle Numismatique Hyérois
- le Groupe Numismatique de Manosque
- l'Association Marignane Numismatique
- le Cercle Numismatique de Nice
- le Club Numismatique Histoire et Archéologie de Pierrelatte
- la Société Provençale de Numismatique
- l'association Ubaye Numismatique

Ha anche un membro associato straniero:
- l'Association numismatique de Monaco

## Pubblicazioni
Il Groupe numismatique de Provence pubblica da oltre due decenni i lavori dei suoi associati tramite due pubblicazioni:
- Provence Numismatique, un bollettino semestrale creato nel 1975 che presenta le attività dei club membri du G.N.P. e con articoli di fondo e d'attualità
- Annales du Groupe numismatique de Provence, creato nel 1986 da Jean-Louis Charlet e posto sotto la sua direzione.